# Теравайн, Яльмар
Я́льмар Те́равайн (также известен как Хья́лмар Те́рявяйнен (фин. Hjalmar Teräväinen); 24 августа 1887, Париккала, Выборгская губерния — не ранее 1927) — российский футболист, игравший на позиции нападающего. Участник Летних Олимпийских игр 1912 года.

## Биография
Яльмар Иоганович Терявяйн родился 24 августа 1887 года в селе Париккала Выборгской губернии. В 1906 году окончил 8 классов реального училища Св. Анны в Петербурге. В 1908 году поступил на экономическое отделение Санкт-Петербургского политехнического института, которое успешно окончил в 1915 году. (ЦГИА СПб, ф. 478, оп. 3, д. 6600). Во время учебы Терявяйн проявил незаурядные организаторские способности. Многие годы возглавлял Кружок спортсменов Санкт-Петербургского политехнического института, являлся организатором и входил в состав Комитета Петроградской студенческой лиги. О клубной карьере Яльмара ничего не известно. В 1912 году он вошёл в делегацию Российской империи на Летние Олимпийские игры, проходившие в Стокгольме, в должности начальника команды. Яльмар также был зарегистрирован на олимпийский футбольный турнир в составе национальной сборной Российской империи в качестве нападающего: он являлся единственным участником соревнования, находившимся в тот момент без клуба. В матчах со сборными Финляндии и Германии Яльмар числился в запасе, но так и не вышел на поле.
После распада Российской империи проживал в Хельсинки, Финляндия, где работал дипкурьером. По состоянию на ноябрь 1927 года был одним из трёх совладельцев компании «Сарли Лимитед».